# Psalm vid konfirmation
Psalm vid konfirmation är en psalm med text av Christina Lövestam och musiken är amerikansk.
Musikarrangemanget i Psalmer i 2000-talets koralbok är gjort av Torgny Erséus.

## Publicerad som
- Nr 902 i Psalmer i 2000-talet under rubriken "Kyrkliga handlingar".